# Le Sappey-en-Chartreuse
Le Sappey-en-Chartreuse è un comune francese di 1 105 abitanti situato nel dipartimento dell'Isère della regione dell'Alvernia-Rodano-Alpi.

## Società

### Evoluzione demografica
Abitanti censiti